# La elasticina
La elasticina est une bande dessinée espagnole illustrée par Francisco Ibáñez, appartenant à la franchise Mortadel et Filémon, éditée en 1980.

## Synopsis
Le Pr Bacterio invente l'élasticine, un gaz qui rend élastique tout ce qu'il touche. Mais un voleur, Rosendo el Cascote, s'empare de la formule, ce qui lui permet de voler en toute impunité. Mortadel et Filémon doivent l'arrêter.

## Adaptation
La bande dessinée est adaptée intégralement dans l'épisode de la série télévisée homonyme sous le titre L'Élastine.